# Antun Bauer (Bischof)

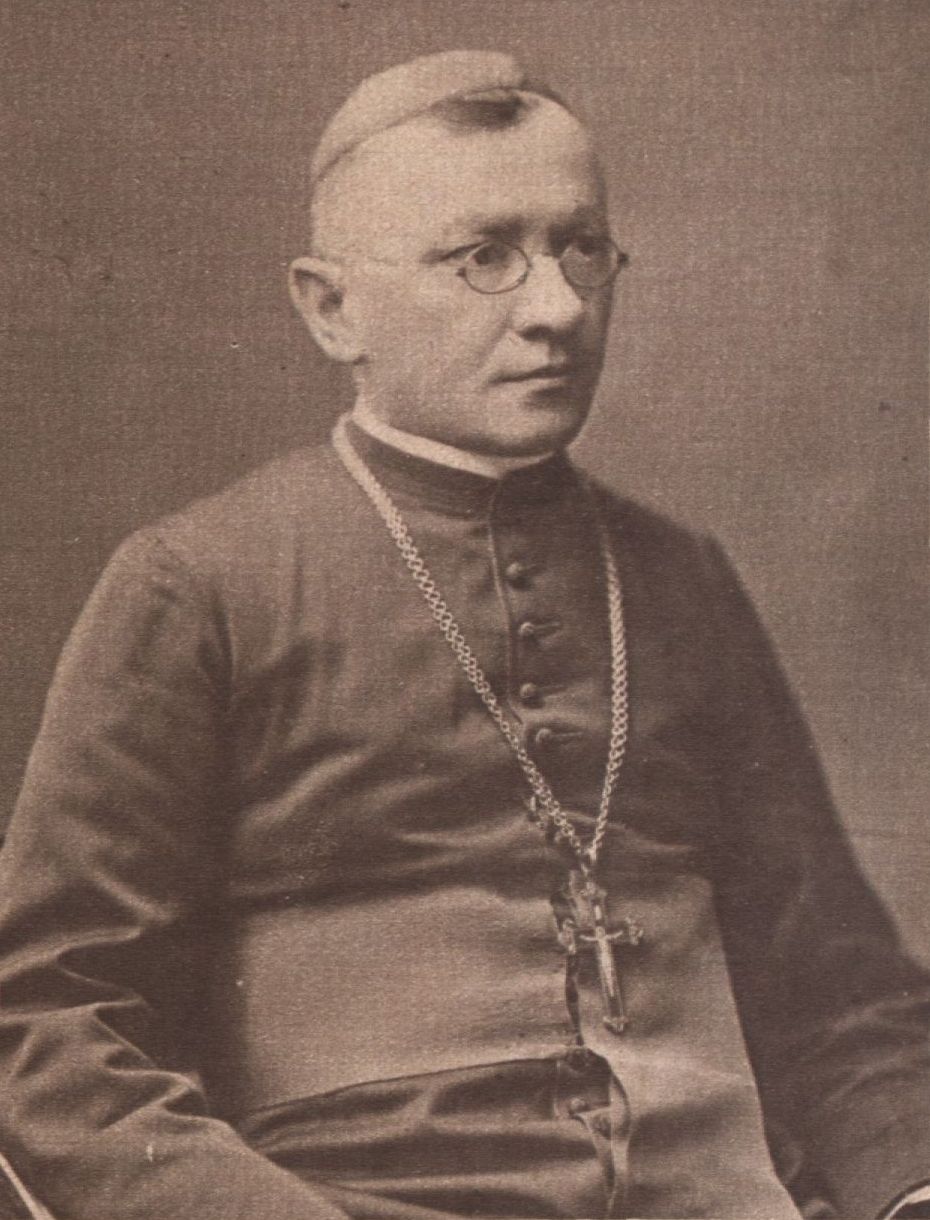
Erzbischof Antun Bauer (Das interessante Blatt, 7. Mai 1914)

Antun Bauer (* 11. Februar 1856 in Breznica bei Varaždin, Komitat Warasdin, Königreich Kroatien, Kaisertum Österreich; † 9. Dezember 1937 in Zagreb, Königreich Jugoslawien) war Erzbischof von Zagreb. Als Philosoph befasste sich Bauer unter anderem kritisch mit den Auffassungen Wilhelm Wundts.

## Leben
Antun Bauer wurde im Alter von 23 Jahren, im Monat Juli des Jahres 1879, zum Priester des Erzbistums Zagreb geweiht. Von 1886 bis 1890 war er Redakteur der Zeitung Katolički list. Seine Ernennungen zum Koadjutorerzbischof und Titularerzbischof von Pessinus erfolgte am 20. Januar 1911. Die Bischofsweihe spendete ihm am 29. Januar 1911 Kardinalstaatssekretär, Rafael Kardinal Merry del Val y Zulueta. Erzbischof von Zagreb wurde Antun Bauer am 26. April 1914. Bauer war insgesamt 23 Jahre lang Erzbischof von Zagreb.
Antun Bauer starb am 9. Dezember 1937 im Alter von 81 Jahren.